# Relatório de um Homem Casado
Relatório de Um Homem Casado é um filme brasileiro de 1974 dirigido por Flávio Ramos Tambellini.

## Enredo
Carlos (Néri Vitor) é um advogado casado bem sucedido, até que um dia envolve-se com Norma, sua cliente, com o apoio de seu amigo João Silva. Então começa a se envolver com a amante e assim começa sua traição, até que Carlos resolve deixa a sua ex-esposa para ficar com a amante.

## Elenco
- Françoise Forton como Norma
- Janet Chermont
- José Lewgoy como Dr.° Franscisco
- Otávio Augusto como João Silva
- Paulo César Pereio
- Néri Vitor como Carlos

## Prêmios
O diretor do filme ganhou o Prêmio Coruja de Ouro, por melhor direção.